# Iepure cu gât negru
Iepurele cu gât negru (Lepus nigricollis) este o specie de mamifere din familia iepurilor, Leporidae. Se găsește în Asia, în zona Subcontinentului Indian. Uniunea Internațională pentru Conservarea Naturii clasifică această specie ca fiind neamenințată cu dispariția.

## Taxonomie
Lepus nigricollis a fost descrisă de Frédéric Cuvier în 1823. S-a afirmat că iepurele cu gât negru (Lepus nigricollis) ar fi aceeași specie cu Lepus peguensis, dar deși seamănă cu acestea, există diferențe geografice și de trăsături între cele două specii. Sunt descrise mai multe subspecii ale sale, dar s-ar putea ca unele să reprezinte specii separate sau subspecii ale iepurelui Capului (Lepus capensis):
- L. n. aryabertensis[1]
- L. n. cutchensis[1]
- L. n. dayanus[1]
- L. n. joongshaiensis[1]
- L. n. macrotus[1]
- L. n. mahadeva[1]
- L. n. nigricollis[1]
- L. n. rajput[1]
- L. n. ruficaudatus[1]
- L. n. sadiya[1]
- L. n. simcoxi[1]
- L. n. singhala[1]
- L. n. tytleri[1]

## Descriere
Blana iepurilor cu gât negru de pe partea ventrală și față este de o nuanță de brun-roșcat amestecat cu negru. Părțile inferioare și bărbia sunt albe, iar picioarele și pieptul de o nuanță roșcată. Culorile variază în funcție de subspecie. Cântăresc 1,8–3,6 kg și în medie 2,5 kg. În sudul Indei, iepurii cu gât negru au dimensiuni mai mari.

## Răspândire
Arealul iepurelui cu gât negru cuprinde Bangladesh, India, Indonezia, Nepal, Pakistan, Sri Lanka și posibil și Bhutan. Se găsește la altitudini de 50–4.500 m.

## Comportament și ecologie
Deși iepurele cu gât negru se reproduce pe durata întregului an, apogeul reproducerii este atins în timpul sezonului musonului. Un rând de pui constă în 1–4 pui, dar poate consta în mai mulți. Dieta sa erbivoră variază în funcție de locație.

## Stare de conservare
Iepurele cu gât negru este o specie comună care este răspândită la nivel larg. Nu se știe dacă populația este în creștere sau în scădere, dar nu pare să scadă într-un ritm suficient de rapid pentru a se justifica includerea sa într-o categorie amenințată. Iepurele cu gât negru este vânat de animale care nu sunt originare zonei, dar și de oameni, atât pentru carne, cât și pentru a preveni degradarea culturilor. Este amenințat și de competiția cu șeptelul, de fragmentarea și distrugerea habitatului și de incendiile de pădure provocate de oameni. Se găsește în arii protejate și sanctuare, iar Uniunea Internațională pentru Conservarea Naturii clasifică specia ca fiind neamenințată cu dispariția.